# Nelson Cabrera
Nelson Alcides Cabrera (Canelones, 18 juli 1967) is een voormalig profvoetballer uit Uruguay. Hij speelde als verdediger en beëindigde zijn actieve carrière in 1995 bij Rampla Juniors. Met Danubio FC won hij de Uruguayaanse landstitel in 1988.

## Interlandcarrière
Cabrera speelde in totaal 23 interlands voor zijn vaderland Uruguay, en scoorde één keer voor de Celeste. Onder leiding van bondscoach Roberto Fleitas maakte hij zijn debuut voor de nationale ploeg op 7 augustus 1988 in de vriendschappelijke uitwedstrijd tegen Colombia (2-1), evenals José Oscar Herrera, Héctor Morán en Rubén Pereira. Cabrera nam met zijn vaderland deel aan de Copa América 1993 in Ecuador.
Zijn eerste en enige interlandtreffer maakte hij op 26 november 1992 in de vriendschappelijke uitwedstrijd tegen Brazilië, die Uruguay met 2-1 won. De andere (en winnende) treffer kwam op naam van Hugo Guerra. Cabrera speelde zijn 23ste en laatste interland op zondag 15 augustus 1993: een WK-kwalificatiewedstrijd in Montevideo tegen Brazilië (1-1).

## Erelijst
Danubio FC
- Uruguayaans landskampioen

1988